# Серебряково (Боготольский район)
Серебряково — упразднённая деревня в Боготольском районе Красноярского края.

## География
Располагалась на правом берегу реки Четь, на расстоянии приблизительно 7 километров (по прямой) к северу от города Боготола, административного центра района. Абсолютная высота — 253 метра над уровнем моря.

## История
Основана в 1850 году. В 1926 году в деревне имелось 58 хозяйств и проживало 328 человек (156 мужчин и 172 женщины). В национальном составе населения того периода преобладали русские. В административном отношении являлась центром Серебряковского сельсовета Боготольского района Ачинского округа Сибирского края.
Исключена из учётных данных в 2001 году в связи с выездом (переселением) всех жителей.